# كوروميلي (كيلكيس)
كوروميلي (Κορομηλέα) هي مدينة في كيلكيس في مقاطعة فوريا إلادا في اليونان. ترتفع 240 متر عن سطح البحر. تعرف أيضا باسم كوروميلييس.